# Droits LGBT en Turquie
Les personnes lesbiennes, gays, bisexuelles et transgenres (LGBT, altersexuels) en Turquie font face à des difficultés que n'ont pas les habitants non-LGBT. L'homosexualité n'est pas illégale dans la république turque, mais elle reste un sujet tabou dans le discours public dans une société très majoritairement religieuse, musulmane.

## Histoire
La minorité homosexuelle est restée largement invisible jusqu'aux années 1970. Durant cette décennie, la Turquie vie une période de libération sociale relative. En 1980, le coup d’État militaire change la donne : le petit mouvement LGBT est sujet à une virulente répression avec le reste de la gauche alternative et décimé.
Au début des années 1980, le Parti vert radical démocrate comprenant de nombreux militants gays, familiarise la société à l'homosexualité. Ils visent à défendre les droits LGBT. Plusieurs de ses membres participent à une grève de la faim en 1987 pour protester contre le harcèlement policier contre les LGBT.
En 1988, le code civil est amendé pour permettre aux personnes transgenres de changer de mention de sexe à l'État civil sous autorisation médicale (mais est associé à une obligation de stérilisation). Dans les années 1990, le mouvement LGBT lutte contre l'interdiction gouvernementale de tenir des conférences LGBT. L'association Lambdaistanbul fut créée dans ce but. En 1994, le Parti de la liberté et de la solidarité interdit la discrimination fondée sur l'orientation sexuelle et l'identité de genre au sein du parti et nomme Demet Demir, une porte-parole de la communauté comme première candidate transgenre aux élections municipales à Istanbul.
En 1996, la Cour suprême annule une décision d'une cour moins élevée et enlève un enfant à sa mère lesbienne, pour le motif que l'homosexualité est « immorale ». Alors que la violence dirigée contre les personnes LGBT s'accroit et que le gouvernement impose une censure sur ces sujets, la volonté de la Turquie de rejoindre l'Union européenne a poussé le gouvernement à accorder une reconnaissance officielle à des organisations LGBT, à mieux respecter la liberté d'expression et la liberté de la presse et à assurer des droits aux personnes LGBT dans la loi. Des manifestations autour de sujets LGBT (conférences, réunions) se tiennent régulièrement depuis, surtout à Istanbul et à Ankara. En 2006, plusieurs universités acceptent des associations et des sociétés LGBT.
Dans une émission TV[Quand ?], le président de la Turquie Erdoğan déclare :  « Il est nécessaire que les LGBT soient reconnus devant la loi au regard de leurs droits et de leurs libertés. Nous ne trouvons pas humain qu'ils subissent de temps en temps certains traitements à la télévision ».
En 2008, un tribunal d'Istanbul ordonne la fermeture de l'association LGBT Lambdaistanbul en application de la loi turque sur la protection de la famille et la morale publique, dont les statuts de l'association violeraient en particulier le 2e article. À la suite d'intellectuels turcs tels que Cengiz Aktar, la presse a relevé que la Turquie risquait d'être à terme condamnée par la Cour européenne des droits de l'homme pour cette décision en contradiction avec le Droit européen,.
L'AKP est ouvertement hostile à l'homosexualité. Le CHP social-démocrate s'est peu à peu relativement ouvert mais seul le HDP défend les revendications LGBT[réf. nécessaire].

### Persécutions
Les attaques contre les homosexuels sont documentées, mais toutes ne sont pas rendues publiques. Par exemple dans le cas d'harcèlements, des affiches sont affichées par l'organisation Muslim Defence Youth qui incite au meurtre des homosexuels. Dans d'autres cas, des discriminations sont faites à l'emploi ainsi que des agressions et des meurtres de personnes transgenres.
Selon Fait Muedini, l'État ferait peu pour soutenir une culture d'égalité sociale, ne prend pas de protections légales pour empêcher les crimes haineux, qui aboutissent rarement en 
procédure judiciaire. L'attitude du parti au pouvoir depuis 2002, l'AKP, aurait été fondamentalement contraire aux droits LGBT. La communauté LGBT vit donc dans la peur. Il cite le cas du meurtre de Ahmet Yildiz en 2008, comme exemple du manque d'investigations par les autorités et décrit d'autres discriminations institutionnalisées ainsi que de censures dans les médias. Des sites internet, des livres, des films et des applications sont rendus interdits, par exemple l'application de rencontre gay Grindr est interdite en 2013. En 2014, le gouvernement lance un projet de prison pour des détenus gays. Le projet est critiqué par les activistes gays comme étant de la ségrégation, et que le problème de maltraitance dans les prisons doit être résolu
Des membres du parti au pouvoir l'AKP, ont émis des déclarations homophobes : Recep Tayyip Erdoğan déclare en 2003, que les homosexuels ne peuvent faire partie de son parti. Des ministres affirment dans des communiqués leurs hostilités à l'encontre des LGBT comme Türkan Dagoglu, Melih Gökçek, Aliye Kavaf et Burhan Kuzu.
Les activistes LGBT considèrent que l'inaction du gouvernement face aux persécutions dont ils sont victimes, démontrent la complicité de ce dernier. De plus ils mettent en cause le gouvernement pour empêcher l'avancement des droits LGBT.
En novembre 2023, plusieurs associations dont Amnesty International, Human Rights Watch ou l'ILGA-Europe publient un communiqué demandant à l'Union européenne d'assurer le respect des droits humains dans les accords avec la Turquie. 
Plusieurs manifestations pro-LGBT ont lieu le 30 juin 2024, principalement à Istanbul,.

## Législation

### Code pénal
Les relations homosexuelles entre adultes consentants et en privé ne constituent pas un crime en Turquie. La majorité sexuelle pour les hétérosexuels comme pour les homosexuels est de 18 ans. Le code criminel contient aussi de vagues interdictions contre « l'exhibitionnisme en public » et les « outrages à la morale publique » qui sont utilisées pour harceler les personnes gay et transgenres.
L'article 428 interdit les livres, les chansons, la littérature et toute production « obscènes » et « indécents ». Le film Le Secret de Brokeback Mountain a pu être diffusé dans certains cinémas, mais le ministre turc de la culture a exigé que le film soit interdit aux moins de dix-huit ans, comme dans plusieurs autres pays. Plusieurs livres à thématique gay ont été publiés récemment. En 1997, Hammam, le bain turc sort au cinéma. Dépeignant l'histoire d'amour entre un homme marié italien et un adolescent turc, ce film obtient un succès international et passe même à la télévision. LA chaîne turque Digiturk a diffusé la série Queer as Folk, et la chaîne CNBC-e a diffusé Six Feet Under et Angels in America. Le festival de cinéma !F Independent Film Festival a lieu tous les ans à Istanbul.
Il faut aussi ajouter que la culture de crime d'honneur a encore cours dans certaines familles turques, assassinant des membres (souvent de sexe féminin) dont le comportement est jugé immoral. La mort d'Ahmet Yildiz, 26 ans, est le premier exemple connu de victime gay de crime d'honneur. La police et la justice répugnent à enquêter sur la violence et les meurtres commis dans de telles circonstances.

### Loi militaire
En Turquie, le service militaire obligatoire s'applique à tous les citoyens de sexe masculin entre 18 et 41 ans. Cependant, l'armée turque discrimine ouvertement les homosexuels et les bisexuels en leur interdisant de servir dans l'armée. Par ailleurs, la Turquie -en violation de ses obligations envers la Convention européenne des droits de l'homme ne reconnaît pas l'objection de conscience au service militaire. Des objecteurs se déclarent donc « malades » et doivent d'après Human Rights Watch subir des examens humiliants pour « prouver » leur homosexualité.

### Protection contre les discriminations
Il n'existe aucune loi pour protéger les personnes LGBT des discriminations à l'embauche, à l'éducation, au logement, aux soins, aux services publics ou au crédit.

### Législation de la famille
La Turquie ne reconnaît pas le mariage homosexuel, l'union civile ou les partenariats domestiques. Le conseil d'état turc a décidé que les homosexuels ne pouvaient pas avoir la garde d'enfants, mais ce n'est pas inscrit dans la loi.

## Situation sociale

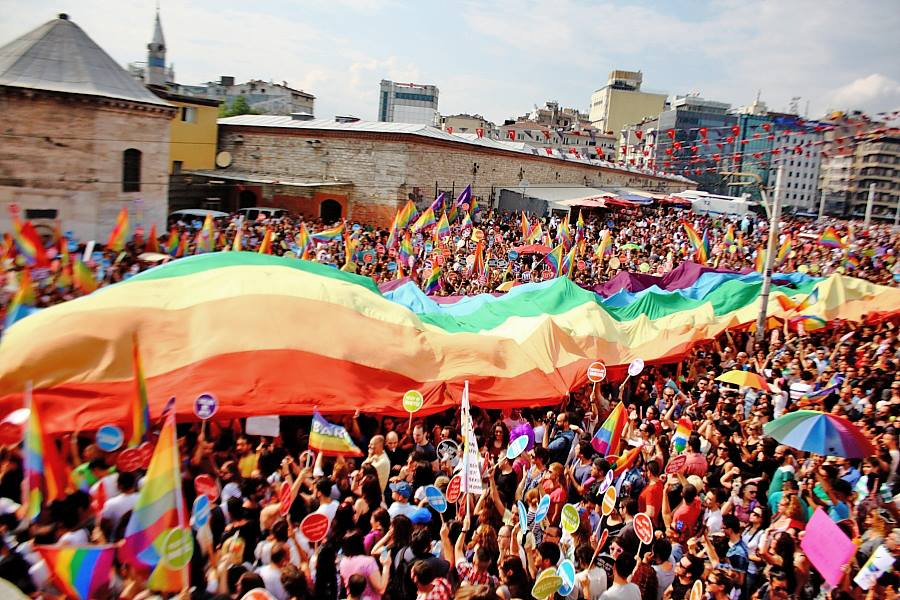
Manifestation pour les droits LGBT à Istanbul.

### Marche des fiertés
L'altersexualité n'est pas pénalisée en Turquie et une Gay Pride est organisée chaque année à Istanbul jusqu'en 2015, mais est depuis lors interdite,. Le sujet provoque encore des crispations, des phénomènes de rejet, des violences, voire des actes criminels. De grandes disparités, dans l'acceptation et la visibilité des homosexuels, existe entre les différentes régions et milieux sociaux.
Plusieurs arrestations ont lieu en 2024 à la suite d'une marche des fiertés d'une centaine de personnes sur l'avenue Bagdad à Istanbul.

### Pouvoirs publics
La classe politique turque s'illustre régulièrement par des sorties homophobes. En 2010, le ministre chargé des Femmes et de la Famille déclare ainsi que « l’homosexualité est une erreur biologique et devrait être traitée ». Le porte-parole de Recep Tayyip Erdoğan avait auparavant marqué son refus que les personnes homosexuelles deviennent membres de son parti. Dengir Mir Firat, député et vice-président de l'AKP estimait quant à lui que « les droits des LGBT seront peut-être protégés au XXIIe siècle » mais qu'il n'en était pas question pour l'instant. La télévision relaie cette idéologie, puisque la représentation de l'homosexualité n'y est pas encouragée. Une chaîne de télévision fut poursuivie pour avoir diffusé une scène tirée de Sex and the City 2. La séquence représentait un mariage entre deux hommes et portait atteinte, selon le Conseil supérieur de la radio et de la télévision, aux « valeurs nationales et spirituelles ».

### Discriminations
Les altersexuels font donc régulièrement l'objet de discriminations, tantôt affichées, tantôt insidieuses, dans les domaines du droit au logement, dans leur milieu professionnel, dans l'accès aux soins, dans l'éducation, ainsi que dans leur rapport avec la justice ou la police. L’article 125 de la loi sur la fonction publique, qui interdit les « comportements immoraux et déshonorants », autorise indirectement la révocation des agents publics homosexuels.
Les personnes homosexuelles sont exposées à des arrestations arbitraires.

### Perception dans la société
La société turque est décrite comme machiste et ne permet pas l'apparence homosexuelle en public. Dans la société, l'homosexualité est associée avec le caractère efféminé et la position sexuelle « passive ». La perception de l'homosexualité est caractérisée avant tout par l'acte de pénétration et non pas comme une identité.

### Personnes transgenres
Le sort des personnes transgenres reste particulièrement difficile. 89 % d’entre elles disent avoir fait l'objet de violences policières durant une garde à vue. En 2006, une note interne de la police encourageait les policiers à rechercher les « travestis » sur la voie publique, à les verbaliser ou à les arrêter. Les personnes transgenres ont également l'objet de harcèlement afin de les voir quitter certains quartiers bourgeois, pour les « contenir » à des endroits moins prisés.
Néanmoins, deux chanteurs transgenres fortement appréciées en Turquie, ont, par leur personnalité, contribué à faire accepter l'altersexualité dans ce pays : Zeki Müren et Bülent Ersoy. Fortement apprécié des Turcs sans distinction, l'artiste classique Zeki Müren a adopté une garde-robe féminine, une coiffure sans équivoque (chignon), un maquillage prononcé (fard pâle et rouge à lèvres flamboyant) vers la fin de sa vie.
Bülent Ersoy, surnommée en turc « la Diva », a quant à elle, subi une opération de changement de sexe dans les années 1980 (tout en gardant son prénom masculin originel). Elle s'est également mariée deux fois, dont dernièrement le 7 juillet 2007, avec un participant de l'émission de télé-crochet Popstar Alaturka, de près de 32 ans son cadet, Armağan Uzun.

### Prostitution
En 2017, Cenk Özbay décrit la situation de la prostitution homosexuelle en Turquie, en particulier ses contacts avec des prostitués et le tabou dans la société.